# Moonwalker
Moonwalker (noto anche come Michael Jackson's Moonwalker) è un film antologico del 1988 diretto da Jerry Kramer e Colin Chilvers.
Il film è una raccolta di brevi filmati, molti dei quali sono video musicali tratti dall'album Bad di Jackson, tra i quali il pezzo principale è il cortometraggio che accompagna la canzone Smooth Criminal diretto da Colin Chilvers. Il titolo del film deriva dal Moonwalk (che letteralmente significa "camminata lunare") passo di danza reso famoso in tutto il mondo dallo stesso Jackson e, pertanto, il titolo del film si può tradurre come "camminatore lunare" o "colui che cammina sulla Luna". Nel film Jackson, come in altre occasioni, non rinuncia ad avere i migliori effetti speciali disponibili all'epoca (come ad esempio le animazioni per trasformarlo in robot).
Moonwalker ebbe un buon successo al cinema dove a livello mondiale si stima abbia incassato circa 67 milioni di dollari dell'epoca, in Italia si piazzò al numero 24 della classifica dei 100 migliori incassi della stagione cinematografica 1988/1989, ma anche in home video dove si calcola che abbia venduto, solo negli Stati Uniti, oltre 800 000 esemplari in VHS in soli 3 mesi.

## Trama
Il film è costituito da una serie di spezzoni, per lo più musicali e non necessariamente in continuo narrativo tra di loro, riuniti insieme a formare un lungometraggio. Si possono distinguere sette diversi episodi:

### Man in the Mirror
Il primo segmento del film è un'esecuzione live di Jackson del brano Man in the Mirror, composta da un montaggio di varie performance tratte da diverse tappe del Bad World Tour. Vi si accavallano inoltre scene di bambini affamati in Africa e di personaggi storici quali Martin Luther King, il Mahatma Gandhi, John Lennon, Madre Teresa di Calcutta e altri.

### Retrospective
Il segmento che segue è una retrospettiva e inizia con varie voci di giornalisti che narrano alcuni record mondiali di Jackson e con la voce dell'allora presidente degli Stati Uniti, Ronald Reagan nel suo discorso del 1984 quando premiò Jackson alla Casa Bianca con un premio umanitario, in cui gli disse: «Il tuo successo è la realizzazione del sogno americano», mentre le immagini mostrano una carrellata di premi e memorabilia dell'artista seguito poi da un collage di vecchi video e altri clip in ordine cronologico, dagli inizi con i Jackson 5 fino ad arrivare alla sua carriera solista, comprendenti, in ordine per apparizione, le performance di alcune canzoni e video musicali:
- Music and Me
- I Want You Back
- ABC
- The Love You Save
- 2-4-6-8
- Who's Lovin' You
- Ben
- Dancing Machine
- Blame It on the Boogie
- Shake Your Body (Down to the Ground)
- Rock with You
- Don't Stop 'Til You Get Enough
- Can You Feel It
- Human Nature
- Beat It
- Thriller
- Billie Jean
- State of Shock
- We Are the World
- The Way You Make Me Feel
- Dirty Diana

### Badder
Segue una parodia del video musicale di Bad, reintitolato Badder (letteralmente "ancora più cattivo"), con dei bambini al posto dei personaggi del clip originale. Il video inizia con una scena tratta dal video originale in cui Jackson appare circondato dai suoi ballerini ma, quando l'inquadratura passa dai piedi al volto del protagonista, scopriamo che al posto di Jackson c'è ora un bambino (l'attore Brandon Quintin Adams, che appare poi anche nel ruolo di Zeke nel cortometraggio di Smooth Criminal). Questo video si caratterizza anche per la presenza di una giovane Nikki Cox, che in seguito avrebbe recitato nelle serie TV E vissero infelici per sempre e Las Vegas. Il gruppo di canto "Boys" appare invece come sfondo di ballerini. Nel video sono presenti anche Jermaine Jackson Jr, figlio di uno dei fratelli di Michael, Jermaine Jackson, e il figlio di Marlon Brando, Miko Brando, che appare nel finale assieme alle guardie del corpo dell'artista, dato che all'epoca era collaboratore e amico di Jackson. Il video si conclude con il bambino protagonista che, lasciato il set con i suoi collaboratori e guardie del corpo, attraversa una nuvola di fumo e si ritrasforma in Jackson adulto, collegandosi così al video successivo.

### Speed Demon
Segue un altro minifilm, diretto da un innovatore dell'animazione in claymation e in stop motion, Will Vinton e ispirato al successo di quell'anno, il film di Robert Zemeckis Chi ha incastrato Roger Rabbit (1988). Ad accompagnare il video ci sono le note della canzone Speed Demon.
Nel corto, Jackson, per evitare dei fan e dei paparazzi molto petulanti, si traveste/trasforma in un coniglio (di nome Spike) e scappa a bordo di una moto, ma viene comunque riconosciuto dai fan e dai reporter che cominciano a inseguirlo. Durante la fuga, si trasforma in altre celebrità, tra cui Sylvester Stallone, Tina Turner e Pee-wee Herman (personaggio reso celebre dall'attore Paul Reubens). Dopo aver seminato i fan, si toglie il costume, che prende vita e danza con lui. Alla fine, un poliziotto avverte Jackson che si trova in una "zona dove è vietato ballare" mostrandogli un cartello col segno di divieto e il simbolo di Jackson sulle punte e, sarcasticamente, gli chiede un "autografo" sul blocchetto delle multe. Non appena Jackson sta per ripartire sulla sua moto, la montagna di fronte prende vita e si trasforma nel volto del coniglio Spike.

### Leave Me Alone
Il quinto segmento del film è il cortometraggio della canzone Leave Me Alone e dispone di un altro video musicale animato in stop motion incentrato sull'interesse dei media nella vita privata di Jackson. Il video per la canzone ha vinto un Grammy nel 1990 come Grammy Award al miglior videoclip, uno dei due Grammy vinti dall'album Bad di Jackson.

### Smooth Criminal

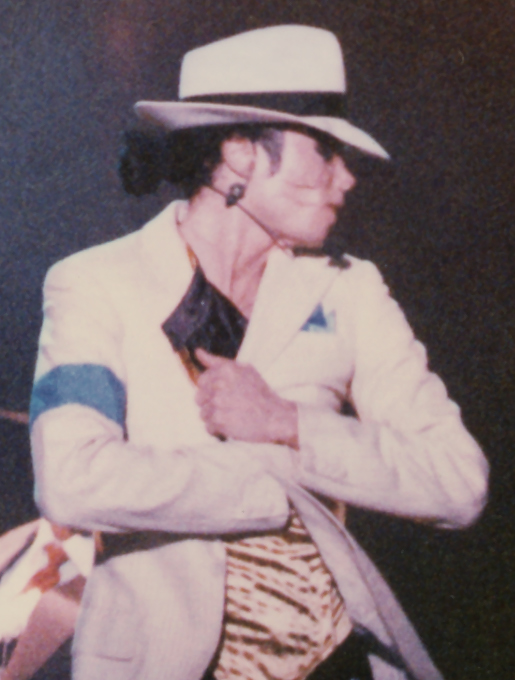
Michael Jackson ricrea le atmosfere del cortometraggio di Smooth Criminal sul palco del Dangerous World Tour nel 1992.

Smooth Criminal occupa la parte principale del film ed è pertanto il cortometraggio principale. La versione della canzone usata nel film è differente da quella dell'album; ci sono nuove parti di testo e nel complesso la canzone è molto più lunga, include infatti materiale sinfonico arrangiato da Bruce Broughton. I testi extra invece servono a rendere più chiara la trama del film. La versione più famosa del video è un collage di quattro minuti delle varie scene.
Il corto è girato con uno stile onirico senza dare troppe informazioni sui personaggi, sulle ambientazioni e sul periodo storico, lasciando libera interpretazione agli spettatori.

#### Trama
Il cortometraggio si apre con dei bambini, Zeke, Sean e Katie, che si muovono sui tetti di una città immaginaria degli Stati Uniti, che sembra ispirata alla Chicago degli anni trenta/quaranta, e che stanno per raggiungere il loro amico, chiamato solo Michael. L'artista esce da quella che sembra essere la sua abitazione (ma potrebbe essere anche il suo posto di lavoro, dato che si intravedono alle sue spalle anche delle vetrine di un negozio di strumenti musicali) e si chiude le porte alle spalle quando, anticipato da un suono di un guscio di noccioline che viene rotto, si abbassa improvvisamente poco prima che l'abitazione e i negozi circostanti vengano crivellati da una raffica di spari di mitra.
In un flashback vediamo allora Michael che sta giocando a palla con i suoi tre giovani amici in quello che sembra un parco circondato da montagne. Quando il loro cane, Skipper, ruba loro il pallone e scappa, Michael e Katie si mettono alla sua ricerca. I due si imbattono in una caverna con un congegno segreto a forma di ragno che, una volta premuto, fa aprire una porta che conduce a un nascondiglio segreto. Qui, un criminale di nome Frankie Lideo (anagramma del nome dell'allora manager di Michael Jackson, Frank DiLeo) e soprannominato Mr.Big, si nasconde coi suoi scagnozzi per organizzarsi per vendere droga ai giovani fuori dalle scuole e dove progetta di rendere l'intera popolazione mondiale tossicodipendente dalle sue droghe, cominciando proprio dai bambini. Il criminale fa allora ruotare un globo terrestre dove la metà è ricoperta da tarantole. Un'altra tarantola, avvicinatasi a Michael e Katie, spaventa la bambina e i due vengono così scoperti e inseguiti dal criminale e dai suoi tirapiedi.
A questo punto si ritorna alla scena iniziale del trivellamento dove Mr. Big ordina ai suoi uomini, vestiti di nero e con un casco che ne copre il volto, di raccogliere ciò che resta di Michael, quando però si accorgono che quello a terra è solo il soprabito dell'artista che è in realtà fuggito (tramite un potere magico che scopriremo in seguito). Michael viene allora inseguito da Mr. Big e i suoi sgherri per le strade della città deserta. Nel frattempo i bambini si recano in un vecchio club anni trenta abbandonato, precedentemente indicato da Michael come luogo di incontro. Michael si ritrova in trappola in un vicolo cieco dove, grazie a un potere speciale che si attiva quando vede una stella cadente, si trasforma in una dream car (il prototipo Lancia Stratos Zero della Bertone) per sfuggire ai nemici e raggiungere i suoi giovani amici nel vecchio night club abbandonato.

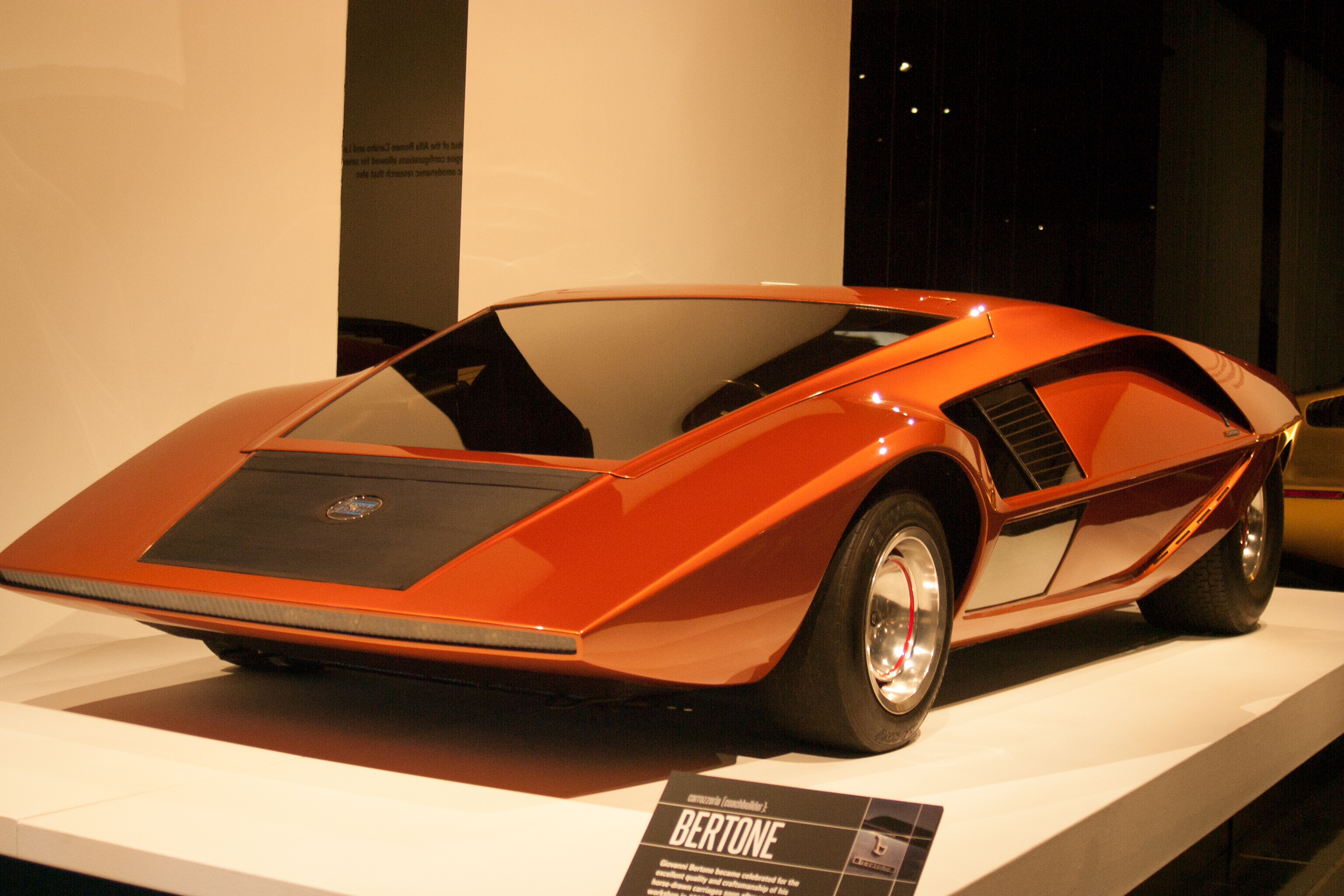
Il prototipo di Lancia Stratos Zero che ha ispirato quella utilizzata nel film.

I bambini nel frattempo sono usciti credendo di aver sbagliato posto. Quando Michael appare ed entra nel locale, scompare l'atmosfera cupa e tenebrosa e tutto sembra tornare indietro nel tempo fino al 1930 e il locale riprende subito vita con tanto di gangster, musicisti e ballerini. Michael lancia allora una monetina verso il jukebox e, sulle note della canzone Smooth Criminal, dà vita a una imponente coreografia alla quale assistono anche i tre bambini sbirciando dalle finestre. Quando però gli scagnozzi di Mr. Big circondano il club anni trenta e rapiscono Katie, Michael lascia il locale e, con Sean e Zeke, segue le tracce dei criminali (principalmente tarantole e tracce di noccioline di cui Mr. Big va matto). Trovato il luogo dove si nascondono, li attende una trappola: Michael viene chiuso in una specie di arena senza via d'uscita dove viene circondato dagli scagnozzi di Mr. Big e dove viene minacciato da quest'ultimo di rendere Katie una tossicodipendente con una iniezione di droga. Anche Sean e Zeke sono tenuti sotto tiro da uno dei soldati. Trattenuto e malmenato dai criminali, Michael vede allora un'altra stella cadente e questa volta si trasforma in un gigantesco robot col quale uccide tutte le guardie dell'antagonista, molte delle quali si scoprono essere in realtà degli automi senza un volto sotto i caschi. Michael si trasforma poi in una grande navicella spaziale. Mr. Big corre allora verso la sua ultima arma, un enorme cannone laser, e comincia una lotta tra i due, che termina con la sconfitta di Mr. Big, che muore in una gigantesca esplosione, e con Michael che riesce a salvare tutti i bambini del mondo dalla dipendenza dalle droghe.
Dopo aver fatto questo, Michael/navicella spaziale scompare in cielo colpita da una specie di stella cometa, con grande dolore dei suoi tre piccoli amici. Katie, Sean e Zeke sono molto tristi per la partenza del loro amico.
Zeke ha fatto per Michael una stella cometa di carta, la bambina, piangendo, gliela porta via ed esprime il desiderio che Michael ritorni.
Una folata di vento porta via la stella e, dalla nebbia, riappare Michael, con grande felicità dei tre bambini.

### Come Together
Michael li riporta al "Club 30" dove entrano e trovano tutto nuovamente cambiato: stavolta sono dietro le quinte di un palco. I bambini vengono affidati allora al manager di Michael, Frank Dileo, che ha nel frattempo ritrovato il loro cane, Skipper, e il film si chiude con l'esecuzione di Jackson di una cover della canzone Come Together dei Beatles (uno dei bambini protagonisti di questo film è Sean Lennon, il figlio, allora tredicenne, del defunto membro dei Beatles, John Lennon e di Yōko Ono). Questo segmento è direttamente collegato al corto precedente, così come altri segmenti di Moonwalker, anche se in seguito venne pubblicato come video ufficiale della canzone Come Together, come nel cofanetto Michael Jackson's Vison del 2010.
La canzone rimase inedita fino al 1992, quando fu inclusa come lato B nel singolo Remember the Time, dell'album Dangerous, ma non inclusa in quest'ultimo. Fu pubblicata in seguito nel 1995 nell'album HIStory: Past, Present and Future - Book I.

### Titoli di coda
Durante i titoli di coda ci vengono mostrati altri due video: nel primo i Ladysmith Black Mambazo cantano The Moon is Walking nello stesso locale anni trenta del video di Smooth Criminal, inframezzati da immagini del making of del film; il secondo video è invece una versione di circa 4 minuti di Smooth Criminal, che divenne la versione più diffusa in seguito da tutte le TV.

## Produzione

### Antefatti e genesi

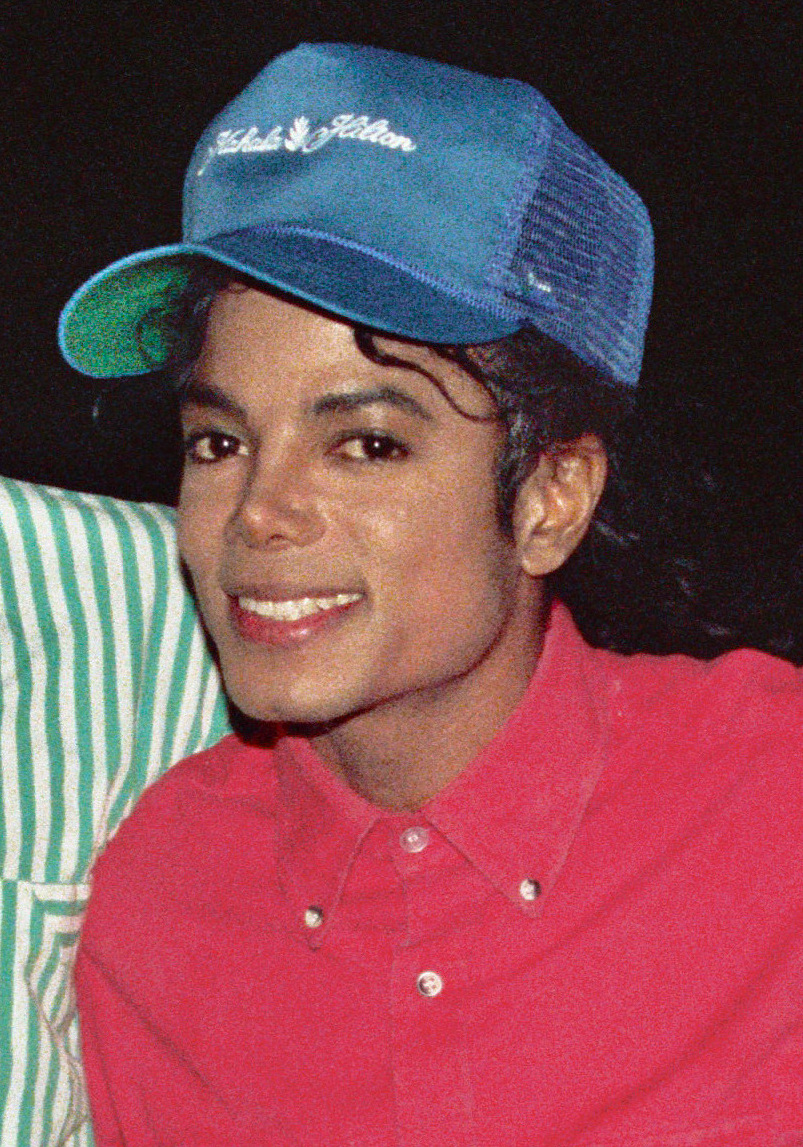
Michael Jackson nel 1988

Uno dei sogni di Jackson era quello di diventare una star del cinema e un regista ed era alla disperata ricerca di innovare nel suo mezzo preferito: il film. Prima del 1988, tuttavia, il successo cinematografico era sfuggito all'allora trentenne star, la sua unica vera esperienza cinematografica a quel tempo era stata l'interpretazione, 10 anni prima, dello Spaventapasseri nel film-musical The Wiz (1978), un remake de Il mago di Oz, oltre che la parte da protagonista in Captain EO, cortometraggio in 3D diretto da Francis Ford Coppola e prodotto da George Lucas e creato per i parchi a tema Disney nel 1986. Jackson aveva inoltre lavorato al fianco di altri tre dei registi di maggior successo degli anni '80: Steven Spielberg, nell'audiolibro E.T. Storybook, John Landis, che lo diresse nel cortometraggio di Thriller e Martin Scorsese, in quello di Bad. Secondo i resoconti dei registi e dei produttori che avevano lavorato con lui, Jackson aveva mostrato grandi promesse come attore e regista.
Desideroso di raggiungere la sua svolta nel mondo del cinema, Jackson iniziò a girare alcuni dei segmenti che andranno a comporre Moonwalker nel febbraio 1987, prima ancora che il suo album Bad (pubblicato nell'agosto dello stesso anno) fosse completato, il suo obiettivo infatti era quello di farlo uscire in contemporanea con l'album. Jackson produsse lui stesso il progetto, secondo quanto riferito per una somma di circa 20 milioni di dollari. Impegnato però nella sua prima tournée mondiale da solista e nella promozione dell'album, il film di Jackson venne più volte posticipato e distribuito nei cinema di quasi tutto il mondo solo nel tardo 1988, divenendo un successo al botteghino, mentre negli Stati Uniti venne distribuito solo in home video a inizio 1989, dove divenne un successo su VHS, generando milioni di dollari di vendite.

### Tematiche
Nonostante l'argomento socialmente impegnativo contro la diffusione delle droghe nel mondo e soprattutto tra i bambini, il film ha momenti di comicità. Ad esempio il rifacimento del video di Bad, dove Michael Jackson è interpretato dal piccolo Brandon Adams. Il film ha anche alti momenti di coreografia e scenografia come in Smooth Criminal la cui ambientazione da gangster anni trenta è rimasta nella storia della musica. All'interno del lungometraggio ci sono continui cambi di tecniche cinematografiche, dallo stop motion utilizzato per il videoclip di Speed Demon all'inizio del film alle riprese in esterno, le riprese in scenografie all'aperto negli studios e le riprese negli studios.

## Distribuzione
Moonwalker è uscito nei cinema di tutto il mondo da ottobre del 1988 (Giappone) a febbraio 1989 (Brasile), in Italia uscì la vigilia di Natale del 1988 e avrebbe dovuto essere originariamente distribuito sempre nello stesso periodo anche nei cinema in USA. Tuttavia, il film negli Stati Uniti e in Canada venne distribuito, infine, solo per il mercato home video, il 10 gennaio 1989. Secondo alcune fonti vicine a Jackson, questo fu uno dei motivi del licenziamento dell'allora manager personale di Jackson, Frank DiLeo, la cui colpa, secondo il cantante, sarebbe stata quella di non aver distribuito il film nei cinema in Nord America. DiLeo si giustificherà dicendo che lo fece per evitare che i critici americani si scagliassero contro l'artista minandone così il successo, le critiche al film non furono infatti entusiasmanti, e dichiarò inoltre alla stampa europea:
(Frank DiLeo, 1988)

### Edizione italiana
Il doppiaggio italiano è stato diretto da Fede Arnaud su dialoghi di Elettra Caporello. Per doppiare Joe Pesci venne chiamato l'attore e doppiatore Leo Gullotta che lo aveva già doppiato qualche anno prima in C'era una volta in America.

### Edizioni home video
Il film uscì in VHS e Laserdisc in tutto il mondo tra il 1989 e i primi anni novanta. In Italia uscì negli anni novanta in videocassetta per la Titanus. Tra il 2005 e il 2006 Moonwalker è uscito anche in DVD, ma solo in alcuni mercati. Dopo la morte di Michael Jackson, avvenuta il 25 giugno 2009, è stato ristampato in tutto il mondo in una nuova versione DVD nel luglio 2009. Il 25 maggio 2010 il film è uscito anche in versione combo-pack Blu-ray Disc+DVD disponibile anche in Italia con distribuzione Warner Home Video.

## Accoglienza

### Incassi
Il film ebbe un buon successo al cinema, dove a livello mondiale si stima abbia incassato circa 67 milioni di dollari dell'epoca, un grande successo per un film musicale che inoltre non venne distribuito nei cinema del Nordamerica. In Italia si piazzò al numero 24 della classifica dei 100 migliori incassi della stagione cinematografica 1988/1989. In home video si calcola che abbia venduto, solo negli Stati Uniti, oltre 450.000 VHS con la prevendita e oltre 800.000 esemplari in 3 mesi, entro il 17 aprile 1989, quando venne certificato con un disco di Platino, diventando all'epoca la VHS musicale più venduta dopo Making Michael Jackson's Thriller dello stesso Jackson.

### Critica
Il film ebbe critiche contrastanti alla sua uscita nei cinema, con molti critici che dichiararono di non saper bene in che genere collocare la pellicola, trattandosi per lo più di un ibrido tra un film concerto, una retrospettiva, un film musical e un cortometraggio. Variety, rivista specializzata in cinema, lo definì un film «incerto su cosa avrebbe dovuto essere» descrivendo il segmento di Smooth Criminal come «un pezzo musicale/drammatico pieno di balli, ragazzini eccessivamente sentimentali, effetti di fantascienza e mitragliatrici fiammeggianti» e, riferito ancora all'intero film, concluse «anche se abbastanza divertente, l'intera vicenda non crea un film ben strutturato o professionale».
Il Los Angeles Times si riferì al film come a «roba da bambini, principalmente destinata al palinsesto dei cartoni animati del sabato mattina», e scrisse che i momenti salienti di Moonwalker erano le performance live di Man in the Mirror e Come Together, insieme alla canzone The Moon is Walking dei Ladysmith Black Mambazo, definendole «rappresentazioni relativamente semplici di Jackson che fa ciò che sa fare meglio: cantare e ballare». Concludendo l'articolo, il critico dichiarò «c'è una sensazione di esagerazione. La produzione stravagante e i concetti grandiosi semplicemente travolgono le canzoni. Jackson avrebbe dovuto eliminare tutti questi concetti esagerati e fare un film concerto».
Il The Sun lodò il segmento di Smooth Criminal definendolo «occasionalmente strano, presenta la coreografia più innovativa di qualsiasi video musicale fino ad oggi - Jacksoniano o meno. Con questo sforzo, Jackson ha ampliato ancora una volta i confini della danza jazz moderna».
Il quotidiano italiano La Repubblica diede una recensione negativa al film definendolo «una brutta fiaba, pasticcione come un'accozzaglia di concetti senza filo logico» e salvando solo il segmento Badder, definito «l'unica trovata del film», e il finale sulle note di The Moon is Walking, che il giornalista definisce «splendida».
In una retrospettiva per i 25 anni del film, la rivista Clash Magazine riconobbe che il film, all'epoca, venne «giustamente criticato per le sue carenze narrative», ma ammise che, nonostante questo, «Moonwalker tuttavia riesce come una superba interpretazione visiva dei temi fantasy presenti all'interno dell'album Bad» definendo il segmento dedicato a Smooth Criminal come «straordinario» e «un capolavoro che rivaleggia con Thriller come miglior cortometraggio di Jackson».

## Riconoscimenti
Il video di Leave Me Alone, presente come segmento all'interno del film, vinse un Grammy Award come Miglior video ai Grammy Awards 1990 mentre, alla stessa edizione, Moonwalker venne candidato come Miglior video di lunga durata.

## Altri media
Dal film sono stati tratti tre videogiochi che, sebbene tecnicamente molto differenti, seguono all'incirca la stessa storia, con protagonista Michael Jackson che cerca di salvare i bambini rapiti dal malvagio Mr. Big.
- Moonwalker (U.S. Gold 1989) per home computer e PC
- Michael Jackson's Moonwalker (SEGA 1990) per sale giochi
- Michael Jackson's Moonwalker (SEGA 1990) per console